# (10354) Guillaumebudé
10354 Guillaumebude (1993 BU5) – planetoida z pasa głównego asteroid okrążająca Słońce w ciągu 5,78 lat w średniej odległości 3,22 j.a. Odkryta 27 stycznia 1993 roku.